# 쌍면객
"쌍면객"(雙面客)은 한국에서 제작된 김형준 감독의 1977년 영화이다. 장일식 등이 주연으로 출연하였고 최춘지 등이 제작에 참여하였다.

## 출연

### 주연
- 장일식
- 박주희
- 나유

## 기타
- 조명: 장영철
- 미술: 조경환